# William Turton
Willian Turton (21 de maio de 1762 - 28 de dezembro de 1835) foi um naturalista inglês.